# 詹姆斯·范·艾倫
詹姆斯·范艾倫（英語：James Van Allen，1914年9月7日—2006年8月9日），美國爱荷华大学的空间物理学家。他在建立太空磁層研究領域方面發揮了重要作用。
他在國際地球物理年（International Geophysical Year）期間，利用1958年衛星（探險者一號與探險者三號和 先驱者3号）上的蓋革-繆勒管儀器發現了范艾倫輻射帶，並以此命名。范艾倫領導科學界將科研儀器裝上太空衛星。